# RTL (Ungarn)
RTL (bis 22. Oktober 2022 RTL Klub) ist der größte ungarische private Fernsehsender. Der heutige größte Eigentümer ist zu 80 Prozent die RTL Group.
Der Sender wird über die Satelliten Astra 3B, Astra 5B, Intelsat 10-02 und AMOS-2 über die Pay-TV-Pakete von T-Home, UPC Direct, RCS DigiTV und Boom verbreitet.
Das Programm besteht aus RTL-Eigenproduktionen wie Alarm für Cobra 11 – Die Autobahnpolizei oder Medicopter 117 – Jedes Leben zählt und US-amerikanischen Serien wie The Mentalist, Grey’s Anatomy oder Bones – Die Knochenjägerin, aber es gibt auch viele ungarische Produktionen, wie beispielsweise die Seifenoper Barátok közt (Zwischen Freunden, im Jahr 2021 nach 23 Jahren beendet), die Pseudo-Doku-Soap Éjjel-nappal Budapest (Budapest – Tag und Nacht, nach 2022) – nach dem Format der deutschen Serie Berlin – Tag & Nacht – oder die Reality-Show Celeb vagyok … ments ki innen!, als ungarische Version von Ich bin ein Star – Holt mich hier raus!
Der Sender war bei den 18- bis 49-Jährigen Marktführer und erreichte bei diesen 2012 einen Marktanteil von 24,9 Prozent in der Hauptsendezeit.
Das Streamingportal von RTL mit dem Namen RTL Most (RTL Jetzt) wurde 2010 gegründet. Der Premiumservice RTL Most+ ist 2019 im Kabelfernsehen gestartet. 